# Acrocnida semisquamata
Acrocnida semisquamata är en ormstjärneart som först beskrevs av Jean Baptiste François René Koehler 1914.  Acrocnida semisquamata ingår i släktet Acrocnida och familjen trådormstjärnor. Inga underarter finns listade i Catalogue of Life.